# Lipiny Górne-Lewki
Lipiny Górne-Lewki (prononciation : [liˈpinɨ ˈɡurnɛ ˈlɛfki]) est un village polonais de la gmina de Potok Górny dans le powiat de Biłgoraj de la voïvodie de Lublin dans l'est de la Pologne.
Il se situe à environ 6 kilomètres à l'ouest de Potok Górny (siège de la gmina), 24 kilomètres au sud-ouest de Biłgoraj (siège du powiat) et 95 kilomètres au sud de Lublin (capitale de la voïvodie).
Le village comptait approximativement une population de 358 habitants en 2008.

## Histoire
De 1975 à 1998, le village est attaché administrativement à la voïvodie de Zamość.

Depuis 1999, il fait partie de la voïvodie de Lublin.